# Manitou (azienda)
Manitou è un produttore e distributore francese di carrelli elevatori utilizzati in tre settori fondamentali: costruzioni, industria e agricoltura.
Il gruppo è quotato dal 1984 alla Borsa di Parigi sul mercato Euronext.

## Storia

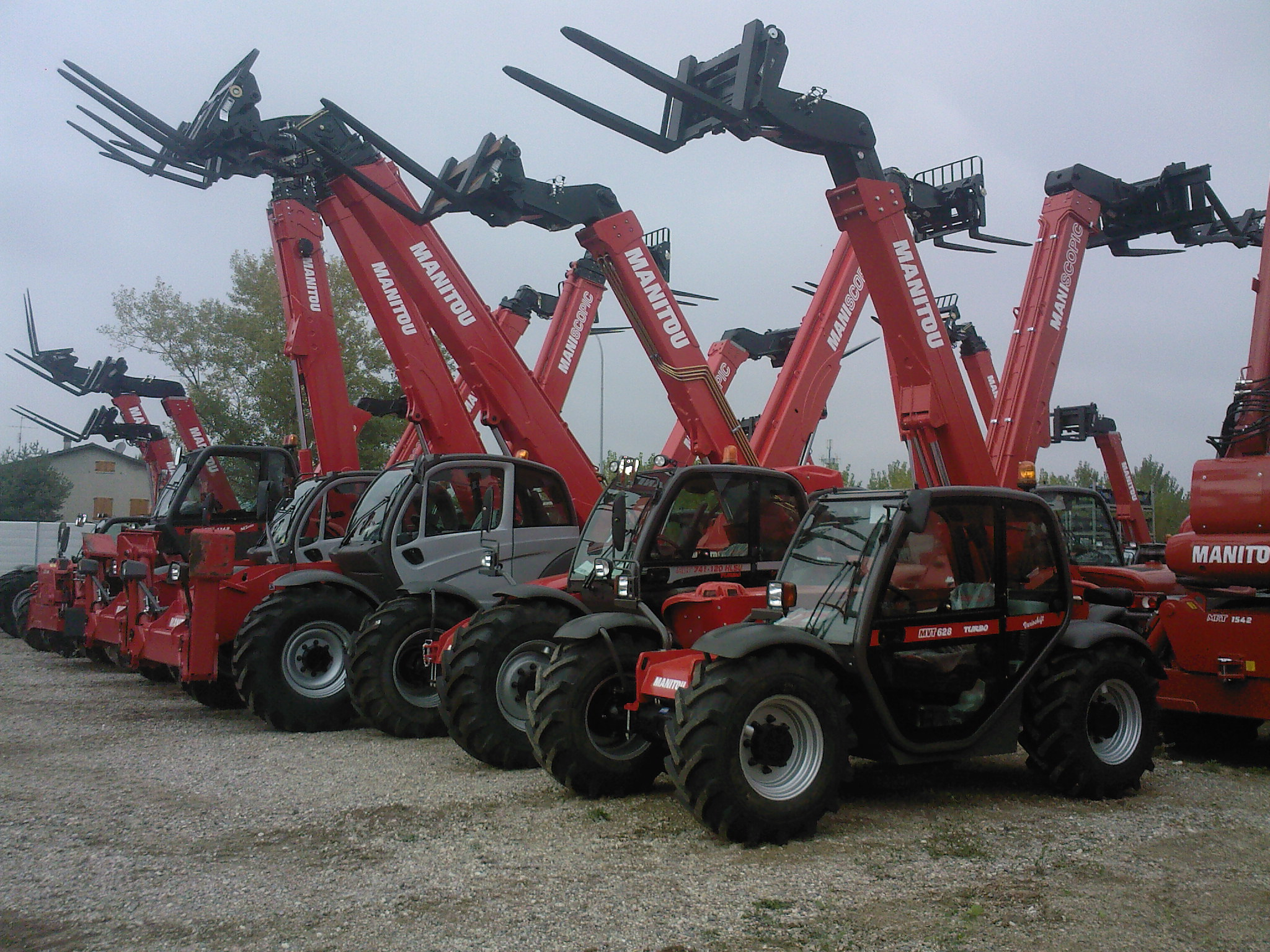
Gruppo di Manitou

La società è stata fondata nel 1953 sotto il nome di 'Braud & Faucheux', da Andrée Braud e Henri Faucheux.
Inizialmente destinato a Braud diversificare il gruppo, attraverso la costruzione di gru e miscelatori di cemento, cresce nel 1958 con l'invenzione e la commercializzazione di carrelli elevatori fuoristrada, ottenendoli modificando il modello di un trattore agricolo e aggiungendo un sistema idraulico di sollevamento.
Nel 1973 l'azienda si trasferisce nella zona industriale di Ancenis. Nel 1981, Braud-Faucheux cambia nome in Manitou (colui che movimenta tutto), prendendo il nome dal suo marchio principale. Dal 1998, Manitou è diretta da Marcel Claude Braud, figlio del fondatore della società.
Nel 2008 l'azienda ha 23 filiali in tutto il mondo, con oltre 600 punti vendita in tutto il mondo.